# Kościół św. Antoniego z Padwy w Witebsku
Kościół św. Antoniego z Padwy w Witebsku (biał. Касцёл Св. Антонія Падуанскага ў Віцебску) – rzymskokatolicki kościół pod wezwaniem św. Antoniego Padewskiego, znajdujący się w Witebsku.

## Historia
W 2001 roku parafia św. Antoniego Padewskiego w Witebsku wykupiła jako miejsce na modlitwę były Dom Kultury dla głuchoniemych, przy ul. Gagarina. W jednym z pomieszczeń zrobiono kaplicę, gdzie 18 czerwca 2002 roku została odprawiona pierwsza Msza święta. Od tamtego czasu został przeprowadzony gruntowny remont w kaplicy. Do głównej fasady budynku w latach 2011-2013 dobudowano wieżę, by swym wyglądem przypominała, że jest to kościół. Budynek ma pełnić funkcje religijno-kulturalne, ma się tu znajdować sala kinowa.